# Ramusella baichengensis
Ramusella baichengensis är en kvalsterart som först beskrevs av Zhao och Wen 1992.  Ramusella baichengensis ingår i släktet Ramusella och familjen Oppiidae. Inga underarter finns listade i Catalogue of Life.